# CMR (nawigacja)
CMR – format transmisji poprawek kinematycznych w systemie GPS RTK, charakteryzujący się lepszą kompresją danych niż format RTCM. 
Format opracowany został przez firmę Trimble. Stosowany w niektórych typach odbiorników GPS. Zastosowanie znalazł w geodezji, pomiarach lądowych i morskich.